# Ernst Kaper
Ernst Christian Kaper (født 14. juni 1874 i København, død 10. juli 1940 sammesteds) var skolemand og borgmester i Københavns Kommune (for Det Konservative Folkeparti). Han var søn af Johannes Kaper, og han blev gift med Elisabeth Magdalene Brock.
Ernst Kaper huskes som sin fader for ordbog og grammatik til tysk. Han var gymnasielærer, blev rektor for Ordrup Gymnasium i 1908 og borgmester for Københavns magistrats 1. afd. fra 1917 (skoleborgmester).
Kapers farfar var tysksindet slesvig-holstener under de slesvigske krige; men hans far var dansksindet og kom efter tabet af Sønderjylland til København, hvor sønnen blev født.
I 1892 blev Ernst Kaper student fra Metropolitanskolen, hvor hans far var overlærer (svarer til nutidens lektor), og efter studier i København og ved tre tyske universiteter (Heidelberg, Leipzig og Berlin) blev han cand.mag. i 1898 med tysk som hovedfag. Han var lærer ved forskellige københavnske gymnasier, inden han i 1905 kom til Metropolitanskolen efter faderens død. I 1908 blev han dr.phil. og samme år gymnasierektor for Ordrup Gymnasium.
Kaper havde gennem årene utallige tillidshverv og poster inden for skoleverdenen og i politik. Ud over at være Kommandør af 2. grad af Dannebrogsordenen fik han flere udenlandske ordener. Ligesom faderen var han aktiv i debatten om Sønderjylland/Sydslesvig. Han havde tyske rødder, men var dansksindet. Da Danmark blev besat af tyskerne i 1940, deltog Ernst Kaper i en tjenstlig forhandling på Københavns Rådhus. Da en højerestående tysk officer ved denne lejlighed udtalte sin påskønnelse af befolkningens gode disciplin, svarede Ernst Kaper kort og korrekt således: »Nej, Hr. Major – det er ikke Disciplin, men Kultur!«
Han var formand for Privatskolens Lærerforening 1903-04, medlem af Københavns Amtsråd 1916-17, formand for Pædagogisk Selskab 1918-22, medlem af Københavns Skoledirektion, patron for 8 kirker i hovedstaden, formand for Begravelsesvæsenets bestyrelseskommission, for Bevillingsnævnet, for Københavns Kommunebiblioteker, for Fonden til kunstneriske Formaals Fremme, for Kommissionen til bedømmelse af svendeprøver, for Det tekniske Selskabs bestyrelse, for Maskinistskolen, for Sønderjydsk Skoleforenings afd. i København, for Foreningen Nordens skolenævn. Endvidere medlem af bestyrelsen for Ny Carlsberg Glyptotek, for Foreningen Norden, for Det højere Skolevæsens Hovedstadskommission, af bestyrelsen for Teknologisk Institut, af styrelsen for Statens og Hovedstadskommunernes Studentereksamenskursus og indtil 1926 medlem af De forenede Skolers direktion. Medlem af Overbevillingsnævnet fra 1925, ledende senior i Studenterforeningen 1926-27, medlem af direktionen for de Massmannske Søndagsskoler fra 1928.
Kaper døde på Kommunehospitalet i København og blev begravet 13. juli 1940 på Gentofte Kirkegård, selv om han boede Kristianiagade 2 ved Østerport Station.
1931 udspandt der sig en diskussion i Tidehverv da biskop Valdemar Ammundsen havde støttet autorisationen af en katekismus som Kaper havde sammenstillet.
Kristendommen blev fremstillet som støtte for den gode moral og som det bedste middel til at udvikle personligheden.
Gustav Brøndsted rettede et heftigt angreb på Ammundsen for denne støtte, et angreb der løb over mange indlæg i bladet og også kan ses som et generelt angreb på samtidens kirkelighed.
I 1932 overgav Kaper redaktionen af de tyske ordbøger til cand.mag. Egon Bork.